# کولومان براون-بوگدان
کولومان براون-بوگدان (رومانیایی: Coloman Braun-Bogdan; ۱۳ اکتبر ۱۹۰۵ – ۱۵ مارس ۱۹۸۳) بازیکن و مربی فوتبال اهل رومانی بود.
از باشگاه‌هایی که در آن بازی کرده‌است می‌توان به باشگاه فوتبال پترولول پلویشت اشاره کرد.